# Sepideh

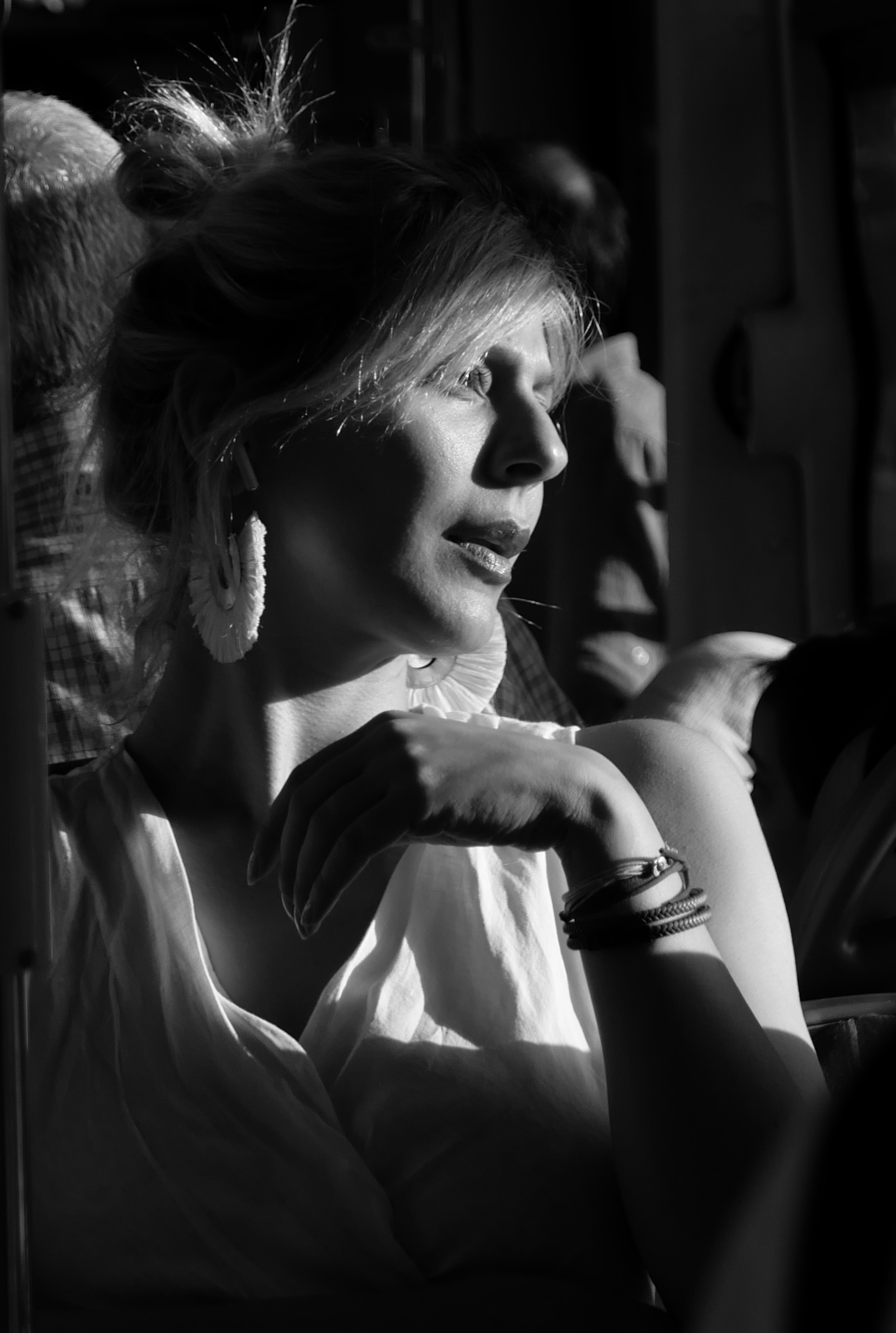
Sepideh Mohammadian, 2022.

Sepideh (persiska: سپیده) är ett persiskt kvinnonamn som betyder "gryning". Namnet syftar på det vita ljuset som man kan se vid en soluppgång. Internationell motsvarighet: Aurora.
I Sverige har 142 kvinnor Sepideh som förnamn, varav 118 har det som tilltalsnamn/förstanamn.